# 希臘和丹麥的瑪麗亞公主
瑪麗亞公主（希臘語：Πριγκίπισσα Μαρία，1876年3月3日—1940年12月14日），希臘國王喬治一世和奧爾嘉·康斯坦丁諾芙娜的次女，俄羅斯大公夫人，1900年和俄國的格奧爾基·米哈伊洛維奇大公結婚，育有兩女。

## 生平
瑪麗亞與兄弟姐妹們從小由英國保母撫養長大。喬治一世經常灌輸他們對希臘的熱愛，因此瑪麗亞不希望因為婚姻而離開希臘。當俄羅斯的格奧爾基·米哈伊洛維奇大公向瑪麗亞求婚時，瑪麗亞不斷地試圖拒絕或延後婚事。最終在家人的壓力下，瑪麗亞勉強同意與格奧爾基結婚。
瑪麗亞的兩個女兒妮娜與謝妮亞分別與1901年與1903年出生。一家四口後來定居於克里米亞。
第一次世界大戰爆發時，瑪麗亞和女兒們正在英國拜訪親戚。瑪麗亞並沒有回到俄羅斯，而是留在英國開設醫院幫助治療受傷的士兵。當時的英國王太后亞歷山德拉是她的姑姑，因此瑪麗亞與英國王室關係相當密切。
1917年俄國十月革命爆發，隔年格奧爾格被布爾什維克黨逮捕。1919年格奧爾格被處決，隔年瑪麗亞與兩個女兒跟著哥哥康斯坦丁一世乘坐驅逐艦回到希臘。在艦上，瑪麗亞愛上了海軍上將佩里克勒斯·約安尼迪斯，兩人於1922年結婚。
晚年的瑪麗亞先後於倫敦和羅馬定居，1933年曾前往美國紐約拜訪女兒。1940年希義戰爭爆發，瑪麗亞離開義大利回到希臘，同年年底去世。